# Équipe d'Algérie de football en 2025
Maillots
Actualités
En 2025, l'équipe d'Algérie de football participe à la Coupe d'Afrique 2025 et aux éliminatoires de la Coupe du monde 2026.

## Déroulement de la saison

### Objectifs
L'objectif principal pour cette saison 2025, fixé par la Fédération algérienne de football, est de préparer à la Coupe d'Afrique des nations et se qualifier pour la Coupe du monde de football 2026.

### Classement FIFA 2025
Le tableau ci-dessous présente les coefficients mensuels de l'équipe d'Algérie publiés par la FIFA durant l'année 2025.
| Mois | Janvier | Février | Mars | Avril | Mai | Juin | Juillet | Août | Septembre | Octobre | Novembre | Décembre |
| Rang | 37      | 37      | 37   | 36    | 36  | 36   | 36      |      |           |         |          |          |

### Classement de la CAF
Le tableau ci-dessous présente les coefficients mensuels de l'équipe d'Algérie dans la CAF publiés par la FIFA durant l'année 2025.
| Mois | Janvier | Février | Mars | Avril | Mai | Juin | Juillet | Août | Septembre | Octobre | Novembre | Décembre |
| Rang | 4       | 4       | 4    | 4     | 4   | 4    | 4       |      |           |         |          |          |

### Bilan en cours
| Rang | Équipe  | Pts | J | G | N | P | Bp | Bc | Diff |
| ---- | ------- | --- | - | - | - | - | -- | -- | ---- |
| #    | Algérie | 9   | 4 | 3 | 0 | 1 | 13 | 6  | +7   |

## Joueurs et encadrement

### Appelés récemment
Les joueurs suivants ne font pas partie du dernier groupe appelé mais ont été retenus en équipe nationale lors des 12 derniers mois.
Les joueurs qui comportent le signe , sont blessés au moment de la dernière convocation, et qui comportent le signe RET sont retraité.
| Pos. | Nom                  | Date de Naissance | Sél. | Buts | Club                   | Dernier appel                           |
| ---- | -------------------- | ----------------- | ---- | ---- | ---------------------- | --------------------------------------- |
| M    | Ismaël Bennacer      | 1er décembre 1997 | 51   | 2    | Olympique de Marseille | vs Botswana, 21 mars 2025               |
| A    | Anis Hadj Moussa     | 11 février 2002   | 3    | 0    | Feyenoord Rotterdam    | vs Botswana, 21 mars 2025               |
| M    | Himad Abdelli        | 17 novembre 1999  | 4    | 0    | Angers SCO             | vs Botswana, 21 mars 2025               |
| G    | Anthony Mandrea      | 25 décembre 1996  | 20   | 0    | SM Caen                | vs Botswana, 21 mars 2025               |
| A    | Baghdad Bounedjah    | 24 novembre 1991  | 76   | 32   | Al-Shamal SC           | vs Liberia, 17 novembre 2024            |
| M    | Ramiz Zerrouki       | 26 mai 1998       | 41   | 3    | Feyenoord Rotterdam    | vs Liberia, 17 novembre 2024            |
| D    | Mohamed Amine Tougaï | 22 janvier 2000   | 22   | 1    | ES Tunis               | vs Liberia, 17 novembre 2024            |
| A    | Bachir Belloumi      | 1er juin 2002     | 0    | 0    | Hull City              | vs Guinée équatoriale, 14 novembre 2024 |
| A    | Badredine Bouanani   | 8 décembre 2004   | 5    | 0    | OGC Nice               | vs Togo, 14 octobre 2024                |
| M    | Houssem Aouar        | 30 juin 1998      | 14   | 5    | Ittihad Club           | vs Togo, 14 octobre 2024                |
| G    | Zakaria Bouhalfaya   | 11 août 1997      | 0    | 0    | CS Constantine         | vs Togo, 14 octobre 2024                |
| D    | Saâdi Radouani       | 18 mars 1995      | 1    | 0    | USM Alger              | vs Togo, 14 octobre 2024                |
| M    | Amir Sayoud          | 30 septembre 1990 | 3    | 1    | Al-Raed FC             | vs Liberia, 10 septembre 2024           |
| D    | Naoufel Khacef       | 27 octobre 1997   | 3    | 0    | CR Belouizdad          | vs Liberia, 10 septembre 2024           |
| D    | Zineddine Belaïd     | 20 mars 1999      | 3    | 0    | Saint-Trond VV         | vs Liberia, 10 septembre 2024           |
| A    | Monsef Bakrar        | 13 janvier 2001   | 4    | 0    | New York City          | vs Ouganda, 10 juin 2024                |
| A    | Yacine Brahimi       | 8 février 1990    | 69   | 15   | Al-Gharafa SC          | vs Ouganda, 10 juin 2024                |
| M    | Nabil Bentaleb       | 24 novembre 1994  | 53   | 5    | LOSC Lille             | vs Ouganda, 10 juin 2024                |
| D    | Chouaïb Keddad       | 25 juillet 1994   | 0    | 0    | CR Belouizdad          | vs Ouganda, 10 juin 2024                |
| D    | Kévin Guitoun        | 14 mars 1996      | 10   | 0    | FC Metz                | vs Ouganda, 10 juin 2024                |
| G    | Moustapha Zeghba     | 21 novembre 1990  | 8    | 0    | Damac FC               | vs Ouganda, 10 juin 2024                |

## Matchs
| Date         | Stade, Ville, Pays                               | Adversaire | Score | Compétition | Buteurs algériens :                      | Classement Fifa |
| ------------ | ------------------------------------------------ | ---------- | ----- | ----------- | ---------------------------------------- | --------------- |
| 21 mars 2025 | Obed Itani Chilume Stadium Francistown, Botswana | Botswana   | 1 - 3 | ECDM 2026   | Gouiri 44e, Amoura 52e 74e               | 37e             |
| 25 mars 2025 | Stade Hocine-Aït-Ahmed Tizi Ouzou, Algérie       | Mozambique | 5 - 1 | ECDM 2026   | Amoura 8e 30e 80e, Mandi 24e, Hadjam 65e | 37e             |
| 5 juin 2025  | Constantine Stade Chahid-Hamlaoui, Algérie       | Rwanda     | 2 - 0 | A           | Belaïli 28e, Hadjam 58e                  | 36e             |
| 10 juin 2025 | Solna Strawberry Arena, Suède                    | Suède      | 4 - 3 | A           | Bennacer 64e, Benzia 71e, Bentaleb 87e   | 36e             |

Légende: A : Match amical / ECDM 2026 : Éliminatoires de la zone Afrique de la Coupe du monde de football 2026

## Statistiques

### Buteurs
5 buts      
- Mohammed Amoura ( Botswana x2) ( Mozambique x3)

2 buts   
- Jaouen Hadjam ( Mozambique) ( Rwanda)

1 but  
- Amine Gouiri ( Botswana)
- Aïssa Mandi ( Mozambique)
- Youcef Belaïli ( Rwanda)
- Ismaël Bennacer ( Suède)
- Yassine Benzia ( Suède)
- Nabil Bentaleb ( Suède)

### Passeurs décisifs
2 passes 
- Riyad Mahrez
  -  Mozambique : à Mohammed Amoura x2
- Hicham Boudaoui
  -  Botswana : à Amine Gouiri
  -  Rwanda : à Youcef Belaïli
- Youcef Belaïli
  -  Botswana : à Mohammed Amoura 
  -  Rwanda : à Jaouen Hadjam

1 passe 
- Amine Gouiri
  -  Botswana : à Mohammed Amoura
- Mohammed Amoura
  -  Mozambique : à Jaouen Hadjam
- Yassine Benzia
  -  Suède : à Ismaël Bennacer
- Nabil Bentaleb
  -  Suède : à Yassine Benzia

### Cartons jaunes
1 carton jaune 
- Adem Zorgane (42e  Botswana)
- Rayan Aït-Nouri (21e  Mozambique)
- Amine Gouiri (49e  Suède)
- Riyad Mahrez (49e  Suède)
- Ismaël Bennacer (65e  Suède)
- Baghdad Bounedjah (73e  Suède)
- Ramy Bensebaïni (75e  Suède)

## Maillot
L'équipe d'Algérie porte en 2024 un maillot confectionné par l'équipementier Adidas.
| Couleurs | Blanc et Vert |           |
| Marque   | Adidas        |           |
| Domicile | Extérieur     | Gardien I |